# Wheeler Valley
Das Wheeler Valley ist ein eisfreies Tal im ostantarktischen Viktorialand. In der Saint Johns Range liegt es unmittelbar östlich des Mount Mahony an der Südwestflanke des Miller-Gletschers.
Teilnehmer einer von 1959 bis 1960 durchgeführten Kampagne im Rahmen der neuseeländischen Victoria University’s Antarctic Expeditions, benannten es nach Ralph H. Wheeler, Geodät und Leiter dieser Kampagne.